# 257 Silesia
257 Silesia è un asteroide della fascia principale del diametro medio di circa 72,66 km. Scoperto nel 1886, presenta un'orbita caratterizzata da un semiasse maggiore pari a 3,1170772 UA e da un'eccentricità di 0,1182933, inclinata di 3,64700° rispetto all'eclittica.
Il nome dell'asteroide corrisponde alla denominazione inglese della regione polacca della Slesia.